# Gemmula lululimi
Gemmula lululimi is een slakkensoort uit de familie van de Turridae. De wetenschappelijke naam van de soort is voor het eerst geldig gepubliceerd in 2000 door Olivera.